# Caspar Brötzmann

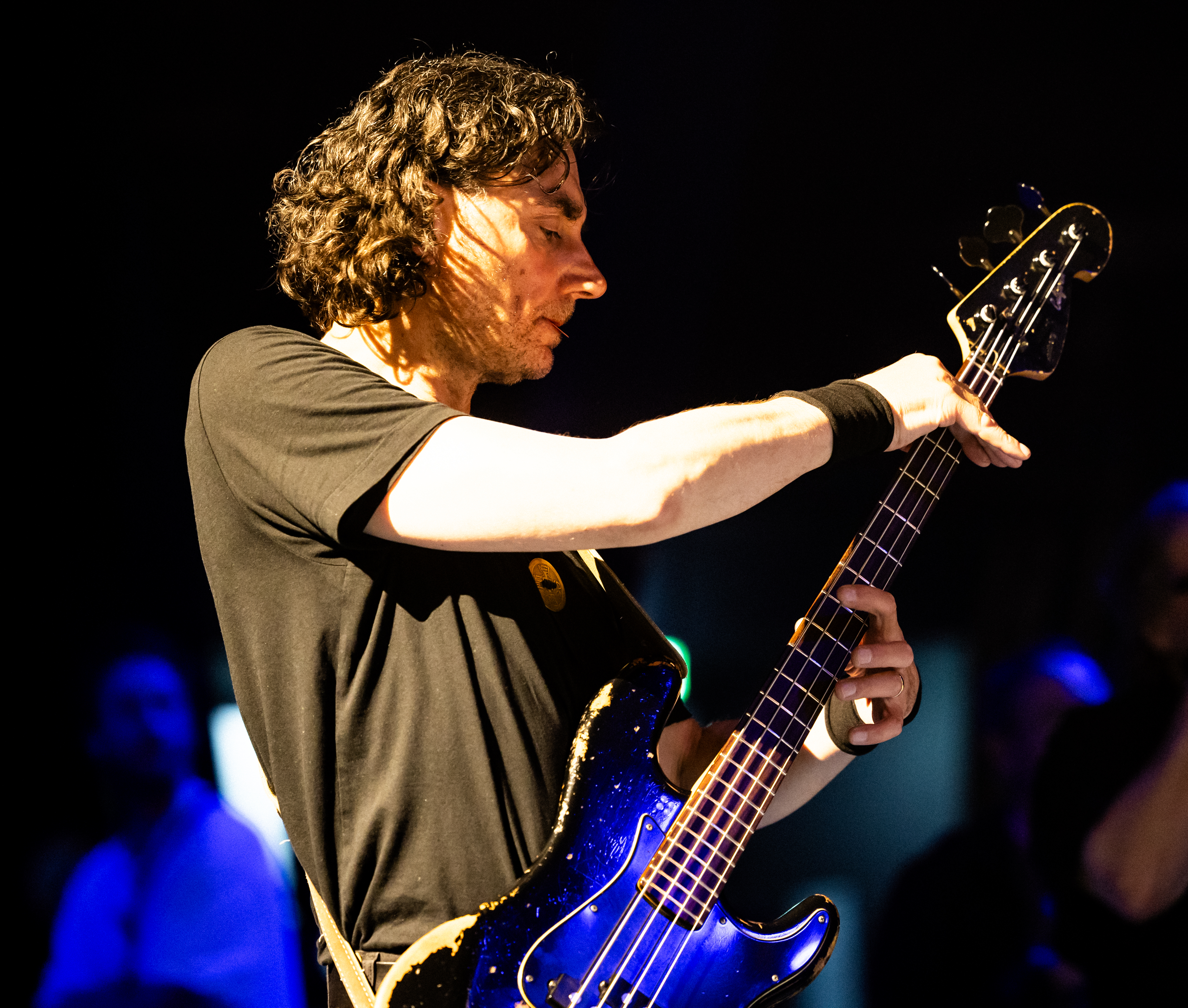
Caspar Brötzmann

Caspar Brötzmann (* 13. Dezember 1962 in Wuppertal) ist ein deutscher Gitarrist. Bekanntheit erlangte er durch die Progressive-Rock-Gruppe Caspar Brötzmann Massaker. Mit seinem Vater Peter Brötzmann nahm er das Album Last Home auf.

## Diskographie

### Caspar Brötzmann Massaker
- The Tribe (1987)
- Black Axis (Mai 1989)
- Der Abend der schwarzen Folklore (Juli 1992)
- Koksofen (Juni 1993)
- Home (Januar 1995)
- It's A Love Song (Juni 2025)

### Peter & Caspar Brötzmann
- Last Home (1990)

### Caspar Brötzmann & FM Einheit
- Merry Christmas (April 1994) – mit FM Einheit, bekannt durch Einstürzende Neubauten.

### Caspar Brötzmann & Page Hamilton
- Zulutime (November 1996) – Eine Aufnahme ohne das Caspar Brötzmann Massaker, aber zusammen mit dem Gitarristen Page Hamilton, Mastermind der Band Helmet.

### Caspar Brötzmann
- Mute Massaker (Juni 1999)
- The Lovers And Destroyers (2024) als Caspar Brötzmann Bass Totem

### Nohome
- Nohome (Juli 2013) – mit Michael Wertmüller und Marino Pliakas

### Weitere Aktivitäten
- Die Alliierten · Ruhm und Ehre (1982) – Skinhead-Band aus Wuppertal; Caspar Brötzmann spielt Gitarre
- Peter Brötzmann Tentet: The März Combo · Live in Wuppertal (April 1993)
- Andreas Ammer & FM Einheit: Radio Inferno (1993)
- Thomas D. Lektionen in Demut 11.0 – Reflektor Falke (2001)
- Ende Gut – Ein Klangwerk (Juli 2005) – Sibylle Berg liest, Caspar Brötzmann spielt Gitarre
- The Dorf: Evil (2015)
- Massimo Pupillo, Alexandre Babel, Caspar Brötzmann: Live at Candy Bomber Studios. Vol. 1 (Karlrecords 2017)

## Filmografie
- 1996 begleitete Oliver Schwabe das Caspar Brötzmann Massaker auf Tour mit deren Album Home. Titel des dabei entstandenen Filmes: Ein Wiegenlied die Welt zum Glühen bringt
- 2010/2011 entstand der Dokumentarfilm Brötzmann – Da gehört die Welt mal mir von Uli M Schueppel. Der Film lief 2012 im offiziellen Programm der 62. Internationalen Filmfestspiele Berlin im Panorama.